# 지평설

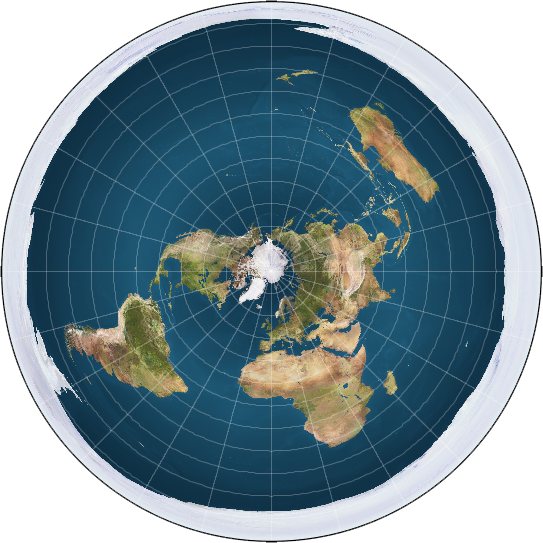
지평설에서 주장하는 땅의 모양

지평설(地平說, 영어: flat Earth)은 땅(earth)의 모양이 구체(globe)가 아니고 납작한 평면의 형태를 띠고 있다는 주장으로, 지구설(地球說)의 반대 개념이다. 지평설을 믿는 사람들을 지구인이 아닌 지평인(Flat Earther)이라 부른다.

## 개요
기원전 4세기 경 고대 그리스의 과학자와 철학자들이 땅의 모양이 둥글다는 아이디어를 제안하기 전까지 사람들은 땅이 평평하다고 믿었다. 기원전 330년 경 아리스토텔레스는 처음으로 땅이 구체라는 증거를 내놨다. 또한 에라토스테네스가 실험적이고 결정적인 증거를 제시함으로써 근대 초기까지 유럽 전역에서 땅이 구체라는 사실은 널리 알려졌다.
중국 전통과학에서는 상고시대부터 근세까지 오랫동안 지평설이 정설이었다. 혼천설 같은 우주론에서 땅을 "계란 노른자"에 비유한 것은 땅의 위치(하늘의 한가운데)를 설명하기 위함이지 땅의 모양을 설명하기 위함이 아니었다. 개천설에서는 땅의 형상을 북극이 꼭대기인 반구형으로 설명했으나 혼천설과의 경쟁에서 패배해 사장되었다. 그래서 중국 전통 우주론에서는 둥근 하늘의 한가운데에 평평한 땅이 있다고 여겼고, 명청시대에 예수회 선교사들이 선교의 일환으로 지구설을 전파하려 했으나 지지부진했다.

## 태동 및 전개
땅이 평평하다고 가정하는 천문학인 로버텀의 체계에 의하면, 땅의 중심은 북극이고 남쪽의 테두리는 남극의 얼음벽으로 이루어져있다. 해와 달은 땅으부터 3000마일(4800km)이 떨어져있고 우주에서 3100마일(5000km) 떨어져 있는 평평한 원판이다. 로버텀의 가설은 과학자들과 대중의 논쟁들을 끌어들임으로써 주의를 끌게 됐다. 저명한 동물학자 알프레드 러셀 월리스(Alfred Russel Wallace)가 참여, 베드포드 레벨 실험(Bedford Level experiment)에 관여했다.
로버텀이 죽은 뒤, 그를 추종하는 사람들은 지평설 학회를 설립했다. 평평한 지구 학회는 2012년 기준 420명의 회원으로 활동하고 있으며 '땅은 구체가 아니라는 평론'(The Earth Not a Globe Review)이라는 제목을 가진 잡지를 21세기 초까지 발행했다.
최근에는 이슬람권에서 테러단체인 보코 하람이 지평설을 주장하며, 땅이 둥글다는 사실을 가르치는 사람들을 살해하고 있다.

## 비판
기존 교과서, 전공서에 적혀있는 '지구설'을 뒷받침하는 증거들은 모두 사실이다. 예컨대, 바다로 출항한 배가 수평선 너머로 서서히 사라지는 것을 관찰해보면 알 수 있다. 땅이 평평하다면 배는 아래로 꺼지는 것이 아니라 서서히 작아지다가 시야에서 사라져야 한다. 또한 천문학적 데이터(관찰 자료)들을 미루어 보았을 때 다른 행성은 구체이고 우리가 사는 행성만 평평할 이유는 없다는 것이다. 이와 같이 많은 증거를 토대로 물리학자와 지구과학자들은 땅이 둥글다는 사실을 증명하였다.
땅이 평평하다면 절대 일어날 수 없는 현상과, 지평설을 반박하는 증거들은 다음과 같다.
- 일출과 일몰 : 평평한 지면 위에 태양이 존재하면, 언제나 지평선보다 위에 태양이 떠 있어서 해가 뜨고 질 수가 없다.
- 극지방은 지구가 23.5도로 기울어져 있기에 발생하는 1년 중 낮과 밤이 6개월 동안 지속하는 백야 현상이 관측되는 특징을 가지는데, 평평한 지면에서는 이 백야현상을 설명할 수 없다. 태양이 일정한 빛의 테두리 내에서 계속 빛을 쬐어주고 있기 때문이다.
- 전향력 : 전향력은 지구가 빠른 속도로 자전하고 있기에 발생하는 힘이다. 이 힘 때문에 적도 부근으로 내려오게 되는 유체는 지구 자전의 반대 방향으로 힘을 받는 것처럼 느끼게 된다.
- 땅이 평평하다면 나침반을 쓸 수 없다. 나침반은 언제나 북극을 향해 N 방향으로 자침이 정렬되는데, 땅이 둥글지 않으면 외핵이 존재할 수 있는 공간이 없기 때문에 나침반이 동작할 만한 자기장을 형성하는 것이 불가능하다.
- 계절의 변화는 지구가 23.5도 기울어져 발생하는 태양 빛의 입사각을 통해 결정되어, 북반구에서 높은 입사각을 가지게 되면, 반대로 남반구에서는 낮은 입사각을 필연적으로 가지게 되어 계절이 정반대이다. 하지만 평평한 지면에서 주장하는 계절은 태양의 복사열이 약해졌다가 강해지는 주기를 반복하고 있다고 설명하거나, 태양이 남반구와 북반구 사이를 왔다 갔다 움직이면서 나타나는 현상이라고 이야기한다. 그렇다면 남반구와 북반구의 계절이 똑같이 나타나야 한다.
- 별자리 : 땅이 평평하다면 모든 지역에서 같은 별자리가 보여야 한다. 그러나 북극성은 남반구에서는 보이지 않으며 남십자성은 북위 33도 이남에서만 보인다.
- 고대 그리스의 아리스토텔레스는 월식 때 달에 비친 땅그림자가 둥근 것을 보고 땅의 모양이 둥글다고 생각하였다.
- 북극성의 고도 : 땅이 평평하다면 모든 지역에서 북극성의 고도가 같아야 한다. 그러나 실제로는 고위도로 갈수록 북극성의 고도가 높아진다.

## 같이 보기
- 부인주의
- 지구의 자전
- 지구중심설
- 지리좌표 거리
- 지구공동설
- 유사과학
- 과학적 회의주의

## 참고
＊ 조엘 레비, 《과학자들의 대결》. 지식나이테, 2012년, ISBN 9788993722031